# Crescent (Winkのアルバム)
『Crescent』（クレセント）は、Winkの5枚目のオリジナル・アルバム。1990年12月16日にポリスターより発売された。

## 概要
冬をテーマにノスタルジックな世界を演出したアルバム。ジャケットは初となるモノクロ仕様になっている。シングル「夜にはぐれて 〜Where Were You Last Night〜」と「ニュー・ムーンに逢いましょう」はリミックス・ヴァージョンでの収録。「夜にはぐれて 〜Where Were You Last Night〜」は、イントロと間奏のエレクトリック・ギターがクラシック・ギターに変更になり、ストリングスが足されている。「ニュー・ムーンに逢いましょう」は、ドラムの音が変更され、全体的にエコーを抑えたミックスになっている。また、イントロとアウトロがシングルバージョンよりも長くなり、サビのコーラスの輪唱がカットされている。
ほか、1967年に発表されたカウシルズ「The Rain, the Park & Other Things」のカバーや、1979年発表のキッスの楽曲「I Was Made For Lovin' You」のカバーなどが収録されている。
規格品番はそれぞれ、1990年12月16日リリース - CD:PSCR-1017。2013年12月18日リリース・タワーレコード限定盤 - Blu-spec CD:XQJX-1044。2018年8月22日リリース - UHQCD:PSCR-6262。
2018年8月22日には、レコチョク、およびe-onkyo music（オンキヨー）、mora（レーベルゲート）などの音楽配信サイトでハイレゾ版（96kHz/24bit）を含むダウンロードアルバムの配信が開始された。

## 収録曲
| 全編曲: 門倉聡。 |                                                                                  |                                          |                                          |       |
| #                | タイトル                                                                         | 作詞                                     | 作曲                                     | 時間  |
| 1.               | 「ニュー・ムーンに逢いましょう (Remix)」                                         | 及川眠子                                 | 門倉有希                                 | 5:19  |
| 2.               | 「悲しい枯葉 〜I Can't Deny A Broken Heart〜」(日本語詞: 森本抄夜子)             | Karin Ljung                              | Karin Ljung                              | 3:53  |
| 3.               | 「冬の蜃気楼」                                                                   | 及川眠子                                 | 尾関昌也                                 | 4:53  |
| 4.               | 「悪い夢 〜I Was Made For Loving You〜」(日本語詞: 及川眠子 / 鈴木早智子ソロ)    | Paul Stanley・Vini Poncia・Desmond Child | Paul Stanley・Vini Poncia・Desmond Child | 4:28  |
| 5.               | 「真冬の薔薇」(日本語詞: 森本抄夜子 / 相田翔子ソロ)                              | Bunny Hull・Harold Payne                 | Bunny Hull・Harold Payne                 | 5:08  |
| 6.               | 「雨に消えた初恋 〜The Rain, The Park And Other Things〜」(日本語詞: 石川あゆ子) | Artie Kornfeld・Steve Duboff             | Artie Kornfeld・Steve Duboff             | 4:20  |
| 7.               | 「Miracle Knight」                                                               | 及川眠子                                 | 木戸やすひろ                             | 4:40  |
| 8.               | 「All Night Long」                                                               | 戸沢暢美                                 | 尾関昌也                                 | 5:19  |
| 9.               | 「夜にはぐれて 〜Where Were You Last Night〜 (Remix)」(日本語詞: 及川眠子)       | Alexander Bard・Tim Norell・Oson         | Alexander Bard・Tim Norell・Oson         | 4:39  |
| 10.              | 「Variation 〜さよならの変奏曲〜」                                               | 森本抄夜子                               | 岩沢二弓                                 | 5:05  |
| 合計時間:        | 合計時間:                                                                        | 合計時間:                                | 合計時間:                                | 47:44 |

| 全編曲: 門倉聡。 |                                                                                           |                                                  |                                                  |       |
| #                | タイトル                                                                                  | 作詞                                             | 作曲                                             | 時間  |
| 1.               | 「ニュー・ムーンに逢いましょう (Remix)」                                                  | 及川眠子                                         | 門倉有希                                         | 5:19  |
| 2.               | 「悲しい枯葉 〜I Can't Deny A Broken Heart〜」(日本語詞: 森本抄夜子)                      | Karin Ljung                                      | Karin Ljung                                      | 3:53  |
| 3.               | 「冬の蜃気楼」                                                                            | 及川眠子                                         | 尾関昌也                                         | 4:53  |
| 4.               | 「悪い夢 〜I Was Made For Loving You〜」(日本語詞: 及川眠子 / 鈴木早智子ソロ)             | Paul Stanley・Vini Poncia・Desmond Child         | Paul Stanley・Vini Poncia・Desmond Child         | 4:28  |
| 5.               | 「真冬の薔薇」(日本語詞: 森本抄夜子 / 相田翔子ソロ)                                       | Bunny Hull・Harold Payne                         | Bunny Hull・Harold Payne                         | 5:08  |
| 6.               | 「雨に消えた初恋 〜The Rain, The Park And Other Things〜」(日本語詞: 石川あゆ子)          | Artie Kornfeld・Steve Duboff                     | Artie Kornfeld・Steve Duboff                     | 4:20  |
| 7.               | 「Miracle Knight」                                                                        | 及川眠子                                         | 木戸やすひろ                                     | 4:40  |
| 8.               | 「All Night Long」                                                                        | 戸沢暢美                                         | 尾関昌也                                         | 5:19  |
| 9.               | 「夜にはぐれて 〜Where Were You Last Night〜 (Remix)」(日本語詞: 及川眠子)                | Alexander Bard・Tim Norell・Oson                 | Alexander Bard・Tim Norell・Oson                 | 4:39  |
| 10.              | 「Variation 〜さよならの変奏曲〜」                                                        | 森本抄夜子                                       | 岩沢二弓                                         | 5:05  |
| 11.              | 「水の星座 〜Let An Angel〜」(日本語詞: 及川眠子 / ボーナス・トラック)                    | Rod Gammons・Angie Rubin・Shelley Speck          | Rod Gammons・Angie Rubin・Shelley Speck          | 5:05  |
| 12.              | 「想い出までそばにいて 〜Welcome To The Edge〜」(日本語詞：及川眠子 / ボーナス・トラック) | Roxanne Seeman・Dominic Messinger・Billie Hughes | Roxanne Seeman・Dominic Messinger・Billie Hughes | 5:05  |
| 合計時間:        | 合計時間:                                                                                 | 合計時間:                                        | 合計時間:                                        | 57:54 |

### 曲解説
1. ニュー・ムーンに逢いましょう (Remix)
  - 9枚目のシングル表題曲のリミックス・ヴァージョン。
2. 悲しい枯葉 〜I Can't Deny A Broken Heart〜
  - アニカ・ブルマン「I Can't Deny A Broken Heart」のカバー。
3. 冬の蜃気楼
4. 悪い夢 〜I Was Made For Loving You〜
  - 鈴木早智子ソロ。キッス「I Was Made For Loving You」のカバー。
5. 真冬の薔薇
  - 相田翔子ソロ。ハロルド・ペイン(Harold Payne)「We'll Be Together Someday」のカバー。
6. 雨に消えた初恋 〜The Rain, The Park And Other Things〜
  - カウシルズ「The Rain, The Park And Other Things」のカバー。
7. Miracle Knight
8. All Night Long
9. 夜にはぐれて 〜Where Were You Last Night〜 (Remix)
  - 8枚目のシングル表題曲のリミックス・ヴァージョン。
10. Variation 〜さよならの変奏曲〜

2018年盤（ボーナス・トラック）
1. 水の星座 〜Let An Angel〜
2. 想い出までそばにいて 〜Welcome To The Edge〜